# Mistrzostwa Europy w Lekkoatletyce 1954 – sztafeta 4 × 400 m mężczyzn
Sztafeta 4 × 400 metrów mężczyzn była jedną z konkurencji rozgrywanych podczas V Mistrzostw Europy w Bernie. Biegi eliminacyjne zostały rozegrane 28 sierpnia, a bieg finałowy 29 sierpnia 1954 roku. Zwycięzcą tej konkurencji została sztafeta francuska w składzie: Pierre Haarhoff, Jacques Degats, Jean-Paul Martin du Gard i Jean-Pierre Goudeau. W rywalizacji wzięło udział czterdziestu czterech zawodników z jedenastu reprezentacji.

## Rekordy
| Rekord świata     | Jamajka · (Arthur Wint, Leslie Laing, Herb McKenley, George Rhoden)       | 3:03,9 | Helsinki, Finlandia | 27.07.1952 |
| Rekord Europy     | RFN (Hans Geister, Günther Steines, Heinz Ulzheimer, Karl-Friedrich Haas) | 3:06,6 | Helsinki, Finlandia | 27.07.1952 |
| Rekord mistrzostw | Wielka Brytania (Martin Pike, Leslie Lewis, Angus Scott, Derek Pugh)      | 3:10,2 | Bruksela, Belgia    | 27.08.1950 |

## Wyniki

### Eliminacje
Bieg 1
| Miejsce | Reprezentacja | Zawodnicy                                                          | Czas   | Uwagi |
| ------- | ------------- | ------------------------------------------------------------------ | ------ | ----- |
| 1       | Węgry         | Péter Karádi, Lajos Szentgáli, Egon Solymossy, Zoltán Adamik       | 3:12,0 | Q     |
| 2       | Szwecja       | Gösta Brännström, Uno Elofsson, Tage Ekfeldt, Lars-Erik Wolfbrandt | 3:12,8 | Q     |
| 3       | ZSRR          | Oleg Agiejew, Edmunds Pīlāgs, Timofiej Szewczenko, Jurij Bitter    | 3:14,1 |       |
| 4       | Austria       | Gerald Wicher, Rudolf Haidegger, Hans Muchitsch, Ernst Suppan      | 3:25,5 |       |

Bieg 2
| Miejsce | Reprezentacja | Zawodnicy                                                                      | Czas   | Uwagi |
| ------- | ------------- | ------------------------------------------------------------------------------ | ------ | ----- |
| 1       | RFN           | Hans Geister, Helmut Dreher, Heinz Ulzheimer, Karl-Friedrich Haas              | 3:09,7 | Q CR  |
| 2       | Francja       | Pierre Haarhoff, Jacques Degats, Jean-Paul Martin du Gard, Jean-Pierre Goudeau | 3:11,2 | Q     |
| 3       | Szwajcaria    | René Weber, Josef Steger, Ernst Vogel, Jean-Jacques Hegg                       | 3:13,4 |       |

Bieg 3
| Miejsce | Reprezentacja   | Zawodnicy                                                           | Czas   | Uwagi |
| ------- | --------------- | ------------------------------------------------------------------- | ------ | ----- |
| 1       | Wielka Brytania | Peter Higgins, Alan Dick, Peter Fryer, Derek Johnson                | 3:10,8 | Q     |
| 2       | Finlandia       | Ragnar Graeffe, Ossi Mildh, Rolf Back, Voitto Hellsten              | 3:11,3 | Q     |
| 3       | Polska          | Stanisław Swatowski, Zbigniew Makomaski, Leszek Sierek, Gerard Mach | 3:13,1 | NR    |
| 4       | Belgia          | Charles Cuvelier, Roger Moens, Lucien De Muynck, Dirk Stoclet       | 3:15,9 |       |

### Finał
| Miejsce | Reprezentacja   | Zawodnicy                                                                      | Czas   | Uwagi |
| ------- | --------------- | ------------------------------------------------------------------------------ | ------ | ----- |
| 1       | Francja         | Pierre Haarhoff, Jacques Degats, Jean-Paul Martin du Gard, Jean-Pierre Goudeau | 3:08,7 | CR    |
| 2       | RFN             | Hans Geister, Helmut Dreher, Heinz Ulzheimer, Karl-Friedrich Haas              | 3:08,8 |       |
| 3       | Finlandia       | Ragnar Graeffe, Ossi Mildh, Rolf Back, Voitto Hellsten                         | 3:11,5 |       |
| 4       | Szwecja         | Gösta Brännström, Uno Elofsson, Tage Ekfeldt, Lars-Erik Wolfbrandt             | 3:12,5 |       |
| 5       | Węgry           | Péter Karádi, Lajos Szentgáli, Egon Solymossy, Zoltán Adamik                   | 3:26,1 |       |
| –       | Wielka Brytania | Peter Higgins, Alan Dick, Peter Fryer, Derek Johnson                           | DQ     |       |